# OpenURL
OpenURL es un tipo de dirección de Internet (URL) que contiene metadatos para su uso fundamentalmente en bibliotecas. Una aplicación OpenURL es un servicio en red usado para transportar paquetes de información. Lo que se incluye en estos paquetes es la descripción de un recurso (metadatos).

## Aplicaciones y herramientas
Varias empresas comercializan sistemas de servidores de enlace de código abierto, entre las cuales se encuentran CUFTS y Umlaut. También existen herramientas de código abierto para manipular OpenURL, y la comunidad Code4Lib mantiene una lista de ellas.
Los proveedores de información suelen implementar OpenURL, insertando dinámicamente una URL base adecuada en las páginas web enviadas a un usuario autenticado. OpenURL COinS es una especificación que permite a servicios gratuitos como Wikipedia proporcionar OpenURL cooperando con agentes de software del lado del cliente. El software de búsqueda federada, presenta enlaces OpenURL en los campos de registro empleando los enlaces de suscriptores de la biblioteca a servidores de enlaces, que facilitan el acceso a recursos de texto completo, a partir de hipervínculos de registros bibliográficos.

## COinS
ContextObjects in Spans (COinS) es un método para incrustar metadatos bibliográficos en el código HTML de las páginas web. Esto permite al software bibliográfico publicar elementos bibliográficos legibles por máquina y al software de gestión de referencias del cliente recuperar metadatos bibliográficos. Los metadatos también pueden enviarse a un resolutor OpenURL. Esto permite, por ejemplo, buscar un ejemplar de un libro en una biblioteca concreta.
Los siguientes sitios web utilizan COinS:
- Citebase
- CiteULike
- Copac
- HubMed
- Mendeley[2]
- Wikipedia
- Wikivoyage (rama germana)
- WorldCat